# شارلز باد روبنسون
شارلز باد روبنسون (1871-1913) (بالإنجليزية: Charles Budd Robinson)‏ هو عالم نبات كندي.
شارلز باد روبنسون (1871-1913) هو عالم نبات كندي بارز، متخصص في دراسة التنوع النباتي وعلم البيئة. أحد أهم مجالات عمله كان دراسة النباتات المحلية في كندا وتأثير البيئة على نموها وتوزيعها.
من أبرز إنجازاته في مجال علم النباتات كان تركيزه على فهم العلاقة بين النباتات وبيئاتها الطبيعية، مما ساعد في توجيه الأبحاث المستقبلية في مجالات الزراعة، الحفاظ على البيئة، والنظم البيئية.
كما أسهم في دراسة النباتات في مناطق معينة بكندا، وركز على أهمية الحفاظ على التنوع البيولوجي النباتي كجزء أساسي من النظام البيئي الأوسع.

لديه العديد من الأبحاث التي ساعدت في تطوير علم النباتات التطبيقية، حيث ربط بين المعرفة الأكاديمية والنظريات العلمية وبين تطبيقاتها العملية في الحقل البيئي والزراعي.